# كاباو
تقع قرية كاباو في جبل نفوسة شرق قرية طمزين وفرسطاء وغرب قرية المجابرة، ويشتهر أهالي مدينة كاباو بأكل (فتات)، وهي عبارة عن خبز يكون مصنوعا من الدقيق ويتم الطهو عن طريق الفرن التقليدي.

## أصل التسمية
اسم كاباو جاء من تكّون القرى في مكان واحد، كما تشير النصوص الليبية أن (كباون) أحد زعماء قبائل نفوسة والذي سحق الوندال عام 498 م حين استعمل جماله بمثابة متاريس خلال المعركة قد يكون نسبة إلى بلدة كابوا.
حينما نقول بان التكوب هو الاسم المنبتق عنه اسم هذه المدينة معناها إلغاء وجود هذه المدينة قبل هذه المدن والتكوب (التجمع للمدن المنتشرة في سفوح جبال للكاباو) جاء نتجة هجرة اهلي هذه المدن نتية السنوات الشديدة الجفاف والعجاف مما جعل أغلب الناس الهجرة إلى الغرب اتتفق الباقون على التجمع في أحد المدن بدل انتشارهم في عائلات قليلة فتم اختيار مدينة كاباو للاتقاء فيها وهذا يعني ان كاباو كانت من تلك المدن الموجودة في تلك الفترة أي الاسم سبق التكوب.
والتسمية كما نعلم ليس بالضرورة وجود معنى مرتبط بها والا بحتنا عن اصل كل اسم

## تاريخ المدينة
وسكان المدينة من اصول أمازيغية ويتكلمون الأمازيغية وتعتبر من أهم حواضر جبل نفوسة الذي يسميه السكان: جبل نفوسة بالعربية أو أدرار ن إنفوسن بالأمازيغية.

## السكان
يبلغ عدد سكان المنطقة التي تتبعها المدينة حوالى 14000 نسمة حسب الموقع الرسمي للجنة الشعبية للشعبيات.

## الاقتصاد
تعتمد في اقتصادها على زراعة الزيتون وإنتاج زيت الزيتون، تربية الأغنام، الصناعات التقليدية. كما تعتمد على السياحة الجبلية. ومن أهم المناطق السياحية : قصر كاباو، إباناين، جليمت، قصر (عطرشو)

## معالم المدينة
يعتبر قصر كاباو أهم معلم تاريخي في كاباو، هذا المبنى الشامخ الذي يزيد عمره عن تسعمائة سنة تقريبا وهو عبارة عن مبنى دائري قطره من الداخل حوالي 20 مترا وارتفاعه 18 مترا تقريبا ويتكون من 6 طوابق طابقين تحت الأرض ويضم 360 غرفة لتخزين المنتجات الزراعية من زيت وتمر وتين وقمح وشعير.
العدد الهائل من معاصر عصر حبوب الزيتون باستعمال الحيوان بعضها لا تزال صالحة للاستعمال
المسجد العتيق المعروف باسم مسجد أبي محمد الكباوي والذي يعتقد أنه بني على أنقاض كنيسة منذ دخول الإسلام إلى المنطقة عام 23 هجري وكذلك بيت المجاهد سليمان الباروني.
واهم القرى الأثرية الكبرى (إباناين) التي تقع على الضفة الشمالية من كاباو
ومن الجنوب البلدة الأثرية (جليمت) وعلى الضفة الغربية بقايا أطلال قرية (مماسين) وعلى الضفة الشرقية تقع (تصرار) وعلى المنفسح الشمالي لقرية (اباناين) نجد قرية (أبو رغوة)، وعلى قمة الجبل الشرقية ينتصب قصر (العنقر) ومن الجهة الغربية يتربع قصر (عطرشو).
ومن الغرب من مدينة كاباو يقع (وادي الشيخ) وعلى الضفة الغربية لهذا الوادي الكبير تقع (القلعة) و(تلات) وأطلال (تنومات) وعلى الضفة الشرقية من هذا الوادي تقع قرية (بودير) و(نملل) تقابلهما من الغرب أطلال (كمزين).
وإلى لجهة الجنوبية من (كباو) تقع قرية (تبرس) الأثرية بقصرها الجميل و(أبوجارون) وقرية (أبي سعيد) التي بها مسجد (أم ماطوس)
كما توجد عائلة الحجاج وهي عائله كبيرة في هده المدينة وكدلك عائلة شريحة

## الروابط الخارجية
- من معالم ليبيا التراثية - قصور التخزين